# 香花指甲兰
香花指甲兰（学名：Aerides odorata），为兰科指甲兰属下的一个植物种。